# Khởi nghiệp (phim truyền hình Hàn Quốc)
Start-Up (tiếng Hàn: 스타트업; Romaja: Seutateueob) là bộ phim truyền hình Hàn Quốc ra mắt năm 2020 với sự tham gia của Bae Suzy, Nam Joo-hyuk, Kim Seon-ho và Kang Han-na. Bộ phim được phát sóng trên đài cáp tvN từ ngày 17 tháng 10 cho đến tập cuối vào ngày 6 tháng 12 năm 2020, vào thứ Bảy và Chủ nhật hàng tuần và trên nền tảng dịch vụ xem phim trực tuyến Netflix.

## Tóm tắt
Start-Up lấy bối cảnh ở Sandbox - nơi được mệnh danh là "thung lũng Silicon của Hàn Quốc" và câu chuyện của những người trẻ trong thế giới của các công ty khởi nghiệp. Seo Dal Mi có ước mơ trở thành Steve Jobs của Hàn Quốc. Cô là một nhà thám hiểm, luôn có tham vọng thực hiện những kế hoạch lớn. Nam Do San là người sáng lập Samsan Tech. Anh từng là niềm tự hào của gia đình với tư cách là một thiên tài toán học, nhưng trong hai năm qua công ty của anh rơi vào khủng hoảng, buộc anh phải xây dựng lại từ đầu. Anh gặp Seo Dal Mi và cùng cô khởi nghiệp tại Sandbox. Hóa ra, Seo Dal Mi nghĩ rằng Nam Do San chính là "mối tình đầu" của cô trong bức thư, nhưng sự thật chính là Han Ji-pyung đã gửi những bức thư ngọt ngào cho cô ấy. Liệu cuộc tình tay ba giữa Seo Dal Mi, Nam Do San và Han Ji-pyung sẽ như thế nào?

## Diễn viên

### Vai chính
- Bae Suzy vai Seo Dal-mi
  - Heo Jung-eun vai Seo Dal-mi lúc nhỏ

Cô có ước mơ trở thành Steve Jobs của Hàn Quốc. Cô là cô gái có nguồn năng lượng tích cực, luôn tham vọng thực hiện những kế hoạch lớn. Công việc chính của cô là nhà thám hiểm, ngoài ra cô còn đảm nhận thêm công việc bán thời gian tại nhiều cửa hàng tiện lợi khác nhau để bảo đảm tài chính cho cuộc sống hơn.
- Nam Joo-hyuk vai Nam Do-san
  - Kim Kang-hoon vai Nam Do-san lúc nhỏ

Do-san là người sáng lập nên tập đoàn Samsan Tech. Anh từng là niềm tự hào của gia đình vừa tài giỏi, vừa đẹp trai, được mọi người biết đến như một thiên tài toán học. Công ty anh rơi vào khủng hoảng trong hai năm qua, buộc anh phải xây dựng mọi thứ từ con số 0.
- Kim Seon-ho vai Han Ji-pyung 
  - Nam Da-reum vai Han Ji-pyung lúc trẻ

Anh là một người có khả năng đầu tư đáng kinh ngạc, cùng miệng lưỡi sắc bén. Anh được mệnh danh là Hồi giáo Gordan Ramsay. Han Ji-Pyung có tính cách hài hước, thích trêu đùa chọc ghẹo mọi người, nhưng đôi khi cũng rất nhẹ nhàng, tình cảm và biết coi trọng chữ tín.
- Kang Han-na vai Won In-jae 
  - Lee Re vai Won In-jae lúc trẻ

Won In-jae có mọi thứ mà xã hội tôn trọng: trình độ học vấn, ngoại hình xinh đẹp và tiền bạc. Tuy nhiên, cuối cùng cô đã bị cha mình lợi dụng và vứt bỏ. Để chứng minh năng lực thực sự của mình, cô đã mạnh dạn thành lập một công ty khởi nghiệp và khởi nghiệp ở Sandbox.

### Vai phụ

#### Gia đình của Seo Dal-mi và Won In-jae
- Kim Hae-sook vai Choi Won-deok, mẹ của Seo Chung-myung và bà của Seo Dal-mi và Won In-jae
- Song Seon-mi vai Cha Ah-hyun, mẹ của Seo Dal-mi và Won In-jae

Sau khi ly hôn với chồng vì bỏ việc, cô ấy kết hôn với Doo-jung, mặc dù cô tỏ ra hối hận khi rời bỏ cha của Seo Dal-mi vì anh ta lừa dối cô, nhưng cô vẫn thích số tiền của ông ta.
- Kim Joo-hun vai Seo Chung-myung, bố của Seo Dal-mi và Won In-jae

Đã quá sa sút trong công việc, anh quyết định bắt đầu kinh doanh riêng, dẫn đến việc ly hôn và sau một năm, anh đã có được một thỏa thuận và ngụ ý rằng anh ấy là người đã đưa ra ý tưởng cho cái tên "Sandbox" trong cuộc nói chuyện của mình với chủ sở hữu. Cùng ngày, anh tử vong trên xe buýt khi đang về nhà do chấn thương sọ não.
- Eom Hyo-seop vai Won Doo-jung, bố dượng của Won In-jae, chủ tịch tập đoàn Moring
- Moon Dong-hyeok vai Won Sang-soo, con trai của Won Don-Jung và em kế của Won In-jae

#### Công nghệ Samsan
- Yoo Su-bin[3] vai Lee Chul-san: anh bạn trẻ con nhất trong nhóm
- Kim Do-wan[4] vai Kim Yong-san: 1 người hiểu chuyện và sâu lắng hơn Chul-san

#### Gia đình của Nam Do-san
- Kim Hee-jung vai mẹ của Do-san
- Kim Won-hae vai bố Do-san
- Jang Se-hyun vai anh họ của Do-san

### Các nhân vật khác
- Stephanie Lee[5] vai Jeong Sa-ha
- Seo Yi-sook vai Yoon Seon-hak
- Kim Min-seok vai Park Dong-chun
- Jasper Cho vai Alex Kwon

### Khác mời xuất hiện đặc biệt
- Yeo Jin-goo (lồng tiếng) vai Jang Young-shil[6]
- Lee Bo-young[7]
- Moon Se-yoon vai bảo vệ chung cư của trưởng nhóm Han[8]
- Park Chan-ho vai Vận động viên bóng chày yêu thích của Nam Do-san[8]
- Bae Hae-sun vai Lee Hye-won, trưởng nhóm tại Bảo hiểm nhân thọ Seonju.

## Nhạc phim
Phần 1
| Phát hành vào 17 tháng 10 năm 2020 | Phát hành vào 17 tháng 10 năm 2020 | Phát hành vào 17 tháng 10 năm 2020 | Phát hành vào 17 tháng 10 năm 2020 | Phát hành vào 17 tháng 10 năm 2020 | Phát hành vào 17 tháng 10 năm 2020 |
| STT                                | Nhan đề                            | Phổ lời                            | Phổ nhạc                           | Nghệ sĩ                            | Thời lượng                         |
| ---------------------------------- | ---------------------------------- | ---------------------------------- | ---------------------------------- | ---------------------------------- | ---------------------------------- |
| 1.                                 | "Future" (미래)                    | Taibian Park Se-joon               | Taibian Bark YESY                  | Red Velvet                         | 3:36                               |
| 2.                                 | "Future" (Inst.)                   |                                    | Taibian Bark YESY                  |                                    | 3:36                               |
| Tổng thời lượng:                   | Tổng thời lượng:                   | Tổng thời lượng:                   | Tổng thời lượng:                   | Tổng thời lượng:                   | 7:12                               |

Phần 2 
| Phát hành vào 18 tháng 10 năm 2020 | Phát hành vào 18 tháng 10 năm 2020 | Phát hành vào 18 tháng 10 năm 2020 | Phát hành vào 18 tháng 10 năm 2020 | Phát hành vào 18 tháng 10 năm 2020 | Phát hành vào 18 tháng 10 năm 2020 |
| STT                                | Nhan đề                            | Phổ lời                            | Phổ nhạc                           | Nghệ sĩ                            | Thời lượng                         |
| ---------------------------------- | ---------------------------------- | ---------------------------------- | ---------------------------------- | ---------------------------------- | ---------------------------------- |
| 1.                                 | "Day & Night"                      | Taibian Park Se-joon               | Seo Dong-hwan Jung Seung-hwan      | Jung Seung-hwan                    | 4:21                               |
| 2.                                 | "Day & Night" (Inst.)              |                                    | Seo Dong-hwan Jung Seung-hwan      |                                    | 4:21                               |
| Tổng thời lượng:                   | Tổng thời lượng:                   | Tổng thời lượng:                   | Tổng thời lượng:                   | Tổng thời lượng:                   | 8:41                               |

Phần 3 
| Phát hành vào 24 tháng 10 năm 2020 | Phát hành vào 24 tháng 10 năm 2020 | Phát hành vào 24 tháng 10 năm 2020   | Phát hành vào 24 tháng 10 năm 2020     | Phát hành vào 24 tháng 10 năm 2020 | Phát hành vào 24 tháng 10 năm 2020 |
| STT                                | Nhan đề                            | Phổ lời                              | Phổ nhạc                               | Nghệ sĩ                            | Thời lượng                         |
| ---------------------------------- | ---------------------------------- | ------------------------------------ | -------------------------------------- | ---------------------------------- | ---------------------------------- |
| 1.                                 | "One Day" (어느 날 우리)           | Hwang Seok-joo Han Joon Park Se-joon | Seo Jae-ha Kim Young-sung Park Se-joon | Kim Feel                           | 4:00                               |
| 2.                                 | "One Day" (Inst.)                  |                                      | Seo Jae-ha Kim Young-sung Park Se-joon |                                    | 4:00                               |
| Tổng thời lượng:                   | Tổng thời lượng:                   | Tổng thời lượng:                     | Tổng thời lượng:                       | Tổng thời lượng:                   | 8:00                               |

Phần 4 
| Phát hành vào 25 tháng 10 năm 2020 | Phát hành vào 25 tháng 10 năm 2020 | Phát hành vào 25 tháng 10 năm 2020                   | Phát hành vào 25 tháng 10 năm 2020                      | Phát hành vào 25 tháng 10 năm 2020  | Phát hành vào 25 tháng 10 năm 2020 |
| STT                                | Nhan đề                            | Phổ lời                                              | Phổ nhạc                                                | Nghệ sĩ                             | Thời lượng                         |
| ---------------------------------- | ---------------------------------- | ---------------------------------------------------- | ------------------------------------------------------- | ----------------------------------- | ---------------------------------- |
| 1.                                 | "I Know"                           | Choi Ji-san Han Kyung-soo Lee Hyun-sang Park Se-joon | Han Kyung-soo Choi Ji-san Choi Han-sol Kim Hwan VioletK | Oh My Girl (Seunghee, Jiho, Binnie) | 3:18                               |
| 2.                                 | "I Know" (Inst.)                   |                                                      | Han Kyung-soo Choi Ji-san Choi Han-sol Kim Hwan VioletK |                                     | 3:18                               |
| Tổng thời lượng:                   | Tổng thời lượng:                   | Tổng thời lượng:                                     | Tổng thời lượng:                                        | Tổng thời lượng:                    | 6:36                               |

Phần 5 
| Phát hành vào 30 tháng 10 năm 2020 | Phát hành vào 30 tháng 10 năm 2020 | Phát hành vào 30 tháng 10 năm 2020                  | Phát hành vào 30 tháng 10 năm 2020                                 | Phát hành vào 30 tháng 10 năm 2020 | Phát hành vào 30 tháng 10 năm 2020 |
| STT                                | Nhan đề                            | Phổ lời                                             | Phổ nhạc                                                           | Nghệ sĩ                            | Thời lượng                         |
| ---------------------------------- | ---------------------------------- | --------------------------------------------------- | ------------------------------------------------------------------ | ---------------------------------- | ---------------------------------- |
| 1.                                 | "Running"                          | Yoon Kyung-won Choi Seul-gi Ahn Ji-soo Park Se-joon | CR Kim Kim Soo-bin (Aiming) Lee Seung-hyun (Aiming) Kim Dong-young | Gaho                               | 3:18                               |
| 2.                                 | "Running" (Inst.)                  |                                                     | CR Kim Kim Soo-bin (Aiming) Lee Seung-hyun (Aiming) Kim Dong-young |                                    | 3:18                               |
| Tổng thời lượng:                   | Tổng thời lượng:                   | Tổng thời lượng:                                    | Tổng thời lượng:                                                   | Tổng thời lượng:                   | 6:36                               |

Phần 6 
| Phát hành vào 31 tháng 10 năm 2020 | Phát hành vào 31 tháng 10 năm 2020 | Phát hành vào 31 tháng 10 năm 2020 | Phát hành vào 31 tháng 10 năm 2020 | Phát hành vào 31 tháng 10 năm 2020 | Phát hành vào 31 tháng 10 năm 2020 |
| STT                                | Nhan đề                            | Phổ lời                            | Phổ nhạc                           | Nghệ sĩ                            | Thời lượng                         |
| ---------------------------------- | ---------------------------------- | ---------------------------------- | ---------------------------------- | ---------------------------------- | ---------------------------------- |
| 1.                                 | "Where Is Dream"                   | Taibian Park Se-joon               | Taibian Bark YESY                  | 10cm                               | 3:04                               |
| 2.                                 | "Where Is Dream" (Inst.)           |                                    | Taibian Bark YESY                  |                                    | 3:04                               |
| Tổng thời lượng:                   | Tổng thời lượng:                   | Tổng thời lượng:                   | Tổng thời lượng:                   | Tổng thời lượng:                   | 6:08                               |

Phần 7 
| Phát hành vào 31 tháng 10 năm 2020 | Phát hành vào 31 tháng 10 năm 2020 | Phát hành vào 31 tháng 10 năm 2020        | Phát hành vào 31 tháng 10 năm 2020 | Phát hành vào 31 tháng 10 năm 2020 | Phát hành vào 31 tháng 10 năm 2020 |
| STT                                | Nhan đề                            | Phổ lời                                   | Phổ nhạc                           | Nghệ sĩ                            | Thời lượng                         |
| ---------------------------------- | ---------------------------------- | ----------------------------------------- | ---------------------------------- | ---------------------------------- | ---------------------------------- |
| 1.                                 | "My Love"                          | Captain Planet Han Kyung-soo Park Se-joon | Captain Planet Han Kyung-soo       | Davichi                            | 3:17                               |
| 2.                                 | "My Love" (Inst.)                  |                                           | Captain Planet Han Kyung-soo       |                                    | 3:17                               |
| Tổng thời lượng:                   | Tổng thời lượng:                   | Tổng thời lượng:                          | Tổng thời lượng:                   | Tổng thời lượng:                   | 6:34                               |

Phần 8 
| Phát hành vào 7 tháng 11 năm 2020 | Phát hành vào 7 tháng 11 năm 2020     | Phát hành vào 7 tháng 11 năm 2020         | Phát hành vào 7 tháng 11 năm 2020 | Phát hành vào 7 tháng 11 năm 2020 | Phát hành vào 7 tháng 11 năm 2020 |
| STT                               | Nhan đề                               | Phổ lời                                   | Phổ nhạc                          | Nghệ sĩ                           | Thời lượng                        |
| --------------------------------- | ------------------------------------- | ----------------------------------------- | --------------------------------- | --------------------------------- | --------------------------------- |
| 1.                                | "Even For A Moment" (우연히 잠시라도) | Captain Planet Han Kyung-soo Park Se-joon | Captain Planet Han Kyung-soo      | Cheeze                            | 3:50                              |
| 2.                                | "Even For A Moment" (Inst.)           |                                           | Captain Planet Han Kyung-soo      |                                   | 3:50                              |
| Tổng thời lượng:                  | Tổng thời lượng:                      | Tổng thời lượng:                          | Tổng thời lượng:                  | Tổng thời lượng:                  | 7:40                              |

Phần 9 
| Phát hành vào 8 tháng 11 năm 2020 | Phát hành vào 8 tháng 11 năm 2020 | Phát hành vào 8 tháng 11 năm 2020 | Phát hành vào 8 tháng 11 năm 2020                             | Phát hành vào 8 tháng 11 năm 2020 | Phát hành vào 8 tháng 11 năm 2020 |
| STT                               | Nhan đề                           | Phổ lời                           | Phổ nhạc                                                      | Nghệ sĩ                           | Thời lượng                        |
| --------------------------------- | --------------------------------- | --------------------------------- | ------------------------------------------------------------- | --------------------------------- | --------------------------------- |
| 1.                                | "Blue Bird"                       | Han Kyung-soo Park Se-joon        | Han Kyung-soo Kang Woo-jin Lee Jung-woo Choi Min-joon VioletK | Ailee                             | 3:47                              |
| 2.                                | "Blue Bird" (Inst.)               |                                   | Han Kyung-soo Kang Woo-jin Lee Jung-woo Choi Min-joon VioletK |                                   | 3:47                              |
| Tổng thời lượng:                  | Tổng thời lượng:                  | Tổng thời lượng:                  | Tổng thời lượng:                                              | Tổng thời lượng:                  | 7:34                              |

Phần 10 
| Phát hành vào 14 tháng 11 năm 2020 | Phát hành vào 14 tháng 11 năm 2020 | Phát hành vào 14 tháng 11 năm 2020 | Phát hành vào 14 tháng 11 năm 2020 | Phát hành vào 14 tháng 11 năm 2020 | Phát hành vào 14 tháng 11 năm 2020 |
| STT                                | Nhan đề                            | Phổ lời                            | Phổ nhạc                           | Nghệ sĩ                            | Thời lượng                         |
| ---------------------------------- | ---------------------------------- | ---------------------------------- | ---------------------------------- | ---------------------------------- | ---------------------------------- |
| 1.                                 | "Lonesome Diary" (어른 일기)       | Taibian Park Se-joon               | Taibian Bark YESY                  | Sandeul (B1A4)                     | 3:59                               |
| 2.                                 | "Lonesome Diary" (Inst.)           |                                    | Taibian Bark YESY                  |                                    | 3:59                               |
| Tổng thời lượng:                   | Tổng thời lượng:                   | Tổng thời lượng:                   | Tổng thời lượng:                   | Tổng thời lượng:                   | 7:58                               |

Phần 11 
| Phát hành vào 15 tháng 11 năm 2020 | Phát hành vào 15 tháng 11 năm 2020 | Phát hành vào 15 tháng 11 năm 2020 | Phát hành vào 15 tháng 11 năm 2020 | Phát hành vào 15 tháng 11 năm 2020 | Phát hành vào 15 tháng 11 năm 2020 |
| STT                                | Nhan đề                            | Phổ lời                            | Phổ nhạc                           | Nghệ sĩ                            | Thời lượng                         |
| ---------------------------------- | ---------------------------------- | ---------------------------------- | ---------------------------------- | ---------------------------------- | ---------------------------------- |
| 1.                                 | "Two Words" (두 글자)              | Han Joon Park Se-joon              | Han Kyung-soo Choi Han-sol VioletK | Wendy Son (Red Velvet)             | 3:53                               |
| 2.                                 | "Two Words" (Inst.)                |                                    | Han Kyung-soo Choi Han-sol VioletK |                                    | 3:53                               |
| Tổng thời lượng:                   | Tổng thời lượng:                   | Tổng thời lượng:                   | Tổng thời lượng:                   | Tổng thời lượng:                   | 7:46                               |

Phần 12 
| Phát hành vào 21 tháng 11 năm 2020 | Phát hành vào 21 tháng 11 năm 2020 | Phát hành vào 21 tháng 11 năm 2020             | Phát hành vào 21 tháng 11 năm 2020             | Phát hành vào 21 tháng 11 năm 2020 | Phát hành vào 21 tháng 11 năm 2020 |
| STT                                | Nhan đề                            | Phổ lời                                        | Phổ nhạc                                       | Nghệ sĩ                            | Thời lượng                         |
| ---------------------------------- | ---------------------------------- | ---------------------------------------------- | ---------------------------------------------- | ---------------------------------- | ---------------------------------- |
| 1.                                 | "Love Letter"                      | Misung Kim Jung-woo (TOXIC) Yoari Park Se-joon | Kim Jung-woo (TOXIC) Yoari Misung Choi Seul-gi | Bolbbalgan4                        | 3:09                               |
| 2.                                 | "Love Letter" (Inst.)              |                                                | Kim Jung-woo (TOXIC) Yoari Misung Choi Seul-gi |                                    | 3:09                               |
| Tổng thời lượng:                   | Tổng thời lượng:                   | Tổng thời lượng:                               | Tổng thời lượng:                               | Tổng thời lượng:                   | 6:18                               |

Phần 13 
| Phát hành vào 21 tháng 11 năm 2020 | Phát hành vào 21 tháng 11 năm 2020 | Phát hành vào 21 tháng 11 năm 2020   | Phát hành vào 21 tháng 11 năm 2020      | Phát hành vào 21 tháng 11 năm 2020 | Phát hành vào 21 tháng 11 năm 2020 |
| STT                                | Nhan đề                            | Phổ lời                              | Phổ nhạc                                | Nghệ sĩ                            | Thời lượng                         |
| ---------------------------------- | ---------------------------------- | ------------------------------------ | --------------------------------------- | ---------------------------------- | ---------------------------------- |
| 1.                                 | "Dream" (상상한 꿈)                | Lee Hyun-sang Dope'Doug Park Se-joon | Han Kyung-soo Choi Ji-san Mats Tärnfors | Jamie                              | 3:33                               |
| 2.                                 | "Dream" (Inst.)                    |                                      | Han Kyung-soo Choi Ji-san Mats Tärnfors |                                    | 3:33                               |
| Tổng thời lượng:                   | Tổng thời lượng:                   | Tổng thời lượng:                     | Tổng thời lượng:                        | Tổng thời lượng:                   | 7:06                               |

Phần 14 
| Phát hành vào 28 tháng 11 năm 2020 | Phát hành vào 28 tháng 11 năm 2020 | Phát hành vào 28 tháng 11 năm 2020 | Phát hành vào 28 tháng 11 năm 2020 | Phát hành vào 28 tháng 11 năm 2020 | Phát hành vào 28 tháng 11 năm 2020 |
| STT                                | Nhan đề                            | Phổ lời                            | Phổ nhạc                           | Nghệ sĩ                            | Thời lượng                         |
| ---------------------------------- | ---------------------------------- | ---------------------------------- | ---------------------------------- | ---------------------------------- | ---------------------------------- |
| 1.                                 | "My Dear Love"                     | Han Joon Park Se-joon              | Lee Yoo-jin Park Se-joon           | Bae Suzy                           | 4:02                               |
| 2.                                 | "My Dear Love" (Inst.)             |                                    | Lee Yoo-jin Park Se-joon           |                                    | 4:02                               |
| Tổng thời lượng:                   | Tổng thời lượng:                   | Tổng thời lượng:                   | Tổng thời lượng:                   | Tổng thời lượng:                   | 8:04                               |

Phần 15 
| Phát hành vào 29 tháng 11 năm 2020 | Phát hành vào 29 tháng 11 năm 2020                        | Phát hành vào 29 tháng 11 năm 2020 | Phát hành vào 29 tháng 11 năm 2020 | Phát hành vào 29 tháng 11 năm 2020 | Phát hành vào 29 tháng 11 năm 2020 |
| STT                                | Nhan đề                                                   | Phổ lời                            | Phổ nhạc                           | Nghệ sĩ                            | Thời lượng                         |
| ---------------------------------- | --------------------------------------------------------- | ---------------------------------- | ---------------------------------- | ---------------------------------- | ---------------------------------- |
| 1.                                 | "Love Me Like You Used To" (날 사랑한 처음의 너로 돌아와) | Kassy                              | Cho Young-soo                      | Kassy                              | 3:37                               |
| 2.                                 | "Love Me Like You Used To" (Inst.)                        |                                    | Cho Young-soo                      |                                    | 3:37                               |
| Tổng thời lượng:                   | Tổng thời lượng:                                          | Tổng thời lượng:                   | Tổng thời lượng:                   | Tổng thời lượng:                   | 7:14                               |

Phần 16 
| Phát hành vào 5 tháng 12 năm 2020 | Phát hành vào 5 tháng 12 năm 2020 | Phát hành vào 5 tháng 12 năm 2020 | Phát hành vào 5 tháng 12 năm 2020      | Phát hành vào 5 tháng 12 năm 2020 | Phát hành vào 5 tháng 12 năm 2020 |
| STT                               | Nhan đề                           | Phổ lời                           | Phổ nhạc                               | Nghệ sĩ                           | Thời lượng                        |
| --------------------------------- | --------------------------------- | --------------------------------- | -------------------------------------- | --------------------------------- | --------------------------------- |
| 1.                                | "To Me" (혼잣말)                  | Han Joon Park Se-joon             | Kim Young-sung Seo Jae-ha Park Se-joon | Jung Eunji                        | 3:52                              |
| 2.                                | "To Me" (Inst.)                   |                                   | Kim Young-sung Seo Jae-ha Park Se-joon |                                   | 3:52                              |
| Tổng thời lượng:                  | Tổng thời lượng:                  | Tổng thời lượng:                  | Tổng thời lượng:                       | Tổng thời lượng:                  | 7:44                              |

Phần 17 
| Phát hành vào 6 tháng 12 năm 2020 | Phát hành vào 6 tháng 12 năm 2020        | Phát hành vào 6 tháng 12 năm 2020        | Phát hành vào 6 tháng 12 năm 2020        | Phát hành vào 6 tháng 12 năm 2020 | Phát hành vào 6 tháng 12 năm 2020 |
| STT                               | Nhan đề                                  | Phổ lời                                  | Phổ nhạc                                 | Nghệ sĩ                           | Thời lượng                        |
| --------------------------------- | ---------------------------------------- | ---------------------------------------- | ---------------------------------------- | --------------------------------- | --------------------------------- |
| 1.                                | "Care About You" (너 하나만 바라볼 사람) | CR Kim Kim Soo-bin (Aiming) Park Se-joon | CR Kim Kim Soo-bin (Aiming) Choi Seul-gi | K.Will                            | 3:28                              |
| 2.                                | "Care About You" (Inst.)                 |                                          | CR Kim Kim Soo-bin (Aiming) Choi Seul-gi |                                   | 3:28                              |
| Tổng thời lượng:                  | Tổng thời lượng:                         | Tổng thời lượng:                         | Tổng thời lượng:                         | Tổng thời lượng:                  | 6:56                              |

## Tỷ lệ người xem
Bộ phim ghi nhận 4,5% về tỷ suất người xem cho tập đầu tiên.
| Mùa | Mùa | Số tập | Số tập | Số tập | Số tập | Số tập | Số tập | Số tập | Số tập | Số tập | Số tập | Số tập | Số tập | Số tập | Số tập | Số tập | Số tập | Trung bình |
| Mùa | Mùa | 1      | 2      | 3      | 4      | 5      | 6      | 7      | 8      | 9      | 10     | 11     | 12     | 13     | 14     | 15     | 16     | Trung bình |
| --- | --- | ------ | ------ | ------ | ------ | ------ | ------ | ------ | ------ | ------ | ------ | ------ | ------ | ------ | ------ | ------ | ------ | ---------- |
|     | 1   | 1211   | 1155   | 1155   | 1381   | 1415   | 1291   | 1318   | 1310   | 1256   | 1120   | 1287   | 1308   | 1255   | 1349   | 1355   | 1336   | 1206       |

| Tập. | Phần       | Ngày phát sóng       | Tỷ lệ người xem trung bình (AGB Nielsen) | Tỷ lệ người xem trung bình (AGB Nielsen) |
| Tập. | Phần       | Ngày phát sóng       | Toàn quốc                                | Seoul                                    |
| --- | ---------- | -------------------- | ---------------------------------------- | ---------------------------------------- |
| 1 | 1          | 17 tháng 10 năm 2020 | 4.278% (2nd)                             | 4.416% (2nd)                             |
| 1 | 2          | 17 tháng 10 năm 2020 | 4.495% (1st)                             | 4.553% (1st)                             |
| 2 | 1          | 18 tháng 10 năm 2020 | 4.208% (2nd)                             | 4.585% (2nd)                             |
| 2 | 2          | 18 tháng 10 năm 2020 | 4.361% (1st)                             | 4.666% (1st)                             |
| 3 | 1          | 24 tháng 10 năm 2020 | 4.789% (1st)                             | 5.383% (1st)                             |
| 3 | 2          | 24 tháng 10 năm 2020 | 4.468% (2nd)                             | 5.042% (2nd)                             |
| 4 | 1          | 25 tháng 10 năm 2020 | 4.334% (2nd)                             | 4.761% (2nd)                             |
| 4 | 2          | 25 tháng 10 năm 2020 | 5.010% (1st)                             | 5.696% (1st)                             |
| 5 | 1          | 31 tháng 10 năm 2020 | 4.274% (2nd)                             | 4.861% (2nd)                             |
| 5 | 2          | 31 tháng 10 năm 2020 | 5.424% (1st)                             | 6.061% (1st)                             |
| 6 | 1          | 1 tháng 11 năm 2020  | 4.136% (2nd)                             | 4.257% (3rd)                             |
| 6 | 2          | 1 tháng 11 năm 2020  | 4.741% (1st)                             | 4.880% (1st)                             |
| 7 | 1          | 7 tháng 11 năm 2020  | 4.521% (2nd)                             | 5.227% (2nd)                             |
| 7 | 2          | 7 tháng 11 năm 2020  | 5,065% (1st)                             | 6.000% (1st)                             |
| 8 | 1          | 8 tháng 11 năm 2020  | 3.821% (4th)                             | 4.113% (2nd)                             |
| 8 | 2          | 8 tháng 11 năm 2020  | 4.544% (1st)                             | 5.031% (1st)                             |
| 9 | 1          | 14 tháng 11 năm 2020 | 4.879% (2nd)                             | 5.718% (2nd)                             |
| 9 | 2          | 14 tháng 11 năm 2020 | 5.145% (1st)                             | 5.946% (1st)                             |
| 10 | 1          | 15 tháng 11 năm 2020 | 3.954% (2nd)                             | 4.433% (2nd)                             |
| 10 | 2          | 15 tháng 11 năm 2020 | 4.352% (1st)                             | 4.839% (1st)                             |
| 11 | 1          | 21 tháng 11 năm 2020 | 4.130% (2nd)                             | 4.582% (2nd)                             |
| 11 | 2          | 21 tháng 11 năm 2020 | 4.799% (1st)                             | 5.462% (1st)                             |
| 12 | 1          | 22 tháng 11 năm 2020 | 4.270% (2nd)                             | 4.814% (2nd)                             |
| 12 | 2          | 22 tháng 11 năm 2020 | 5.079% (1st)                             | 5.671% (1st)                             |
| 13 | 1          | 28 tháng 11 năm 2020 | 4.666% (2nd)                             | 5.278% (2nd)                             |
| 13 | 2          | 28 tháng 11 năm 2020 | 5.151% (1st)                             | 6.023% (1st)                             |
| 14 | 1          | 29 tháng 11 năm 2020 | 4.573% (2nd)                             | 5.041% (2nd)                             |
| 14 | 2          | 29 tháng 11 năm 2020 | 5.255% (1st)                             | 5.965% (1st)                             |
| 15 | 1          | 5 tháng 12 năm 2020  | 4.382% (3rd)                             | 4.357% (3rd)                             |
| 15 | 2          | 5 tháng 12 năm 2020  | 4.980% (2nd)                             | 5.483% (2nd)                             |
| 16 | 1          | 6 tháng 12 năm 2020  | 4.841% (3rd)                             | 5.178% (3rd)                             |
| 16 | 2          | 6 tháng 12 năm 2020  | 5.187% (2nd)                             | 5.415% (2nd)                             |
| Trung bình | Trung bình | Trung bình           | 4.628%                                   | 5.115%                                   |
| - Trong bảng trên đây, số màu xanh biểu thị cho tỷ lệ người xem thấp nhất và số màu đỏ biểu thị cho tỷ lệ người xem cao nhất. - Bộ phim này được phát sóng trên hệ thống các kênh truyền hình cáp/trả phí nên số lượng người xem thấp hơn so với truyền hình miễn phí (ví dụ như KBS, SBS, MBC hay EBS). |            |                      |                                          |                                          |